# Castell de Blois
El castell de Blois, situat al departament de Loir-et-Cher, forma part del conjunt dels Castells del Loira declarays Patrimoni de la Humanitat per la Unesco en 2000. Va ser la residència de diferents reis de França. Joana d'Arc va ser beneïda dins d'aquest castell per l'arquebisbe de Reims abans de la seva partida per dur a terme el setge d'Orleans.

## Història
El castell medieval dels comtes de Blois va passar a ser la residència del rei Lluís XII. A principis dels anys 1500, el rei va començar la reconstrucció del castell i la creació d'un jardí renaixentista (avui desaparegut a causa de la construcció de l'avinguda Víctor Hugo el 1890).
Quan Francesc I de França va ascendir al tron, la seva dona Claudia de França va fer moblar el castell amb la intenció de deixar el castell d'Amboise i instal·lar la cort a Blois. Francesc I va iniciar la construcció d'una nova ala per convertir-la en una de les més importants biblioteques de l'època. Després de la mort de la seva dona el 1524, el rei va abandonar el castell de Blois per residir al castell de Fontainebleau on va enviar la impressionant col·lecció de llibres i va fundar la Biblioteca nacional.
Enrique III va fugir de París quan van començar les Guerres de religió, es va refugiar a Blois i va convocar els Estats Generals el 1576 i 1588. Va ser en aquest any quan Enric III va fer assassinar el duc de Guisa.
Després, el castell va ser ocupat per Enric IV de França i, després de la seva mort, va passar a ser el lloc on va restar exiliada Maria de Médici.
Ell 1626, Lluís XIII va regalar el castell de Blois al seu germà Gastó d'Orleans com a obsequi de matrimoni. El 1635 François Mansart va rebre l'encàrrec d'ampliar el castell amb una ala nova, però el 1638 els problemes financers van provocar la suspensió del projecte i Gastó, es va veure obligat a ocupar l'ala Francesc I. Després de la mort de Gastó el 1660 el castell va ser abandonat.
Després d'un abandó de 130 anys, durant la Revolució francesa els revolucionaris es van dedicar a fer desaparèixer qualsevol vestigi del castell, es van emportar els mobles, les estàtues i altres accessoris. L'edifici va quedar en tan mal estat que va estar a punt de ser demolit, però la seva transformació en caserna el va salvar de la seva desaparició.
El 1841, sota el regnat de Lluís Felip, el castell va ser classificat com a monument històric gràcies a l'acció de Prosper Mérimée. El castell va ser restaurat i transformat en museu.
Les restauracions continuen i el castell és, actualment, propietat de la ciutat de Blois.

## Arquitectura

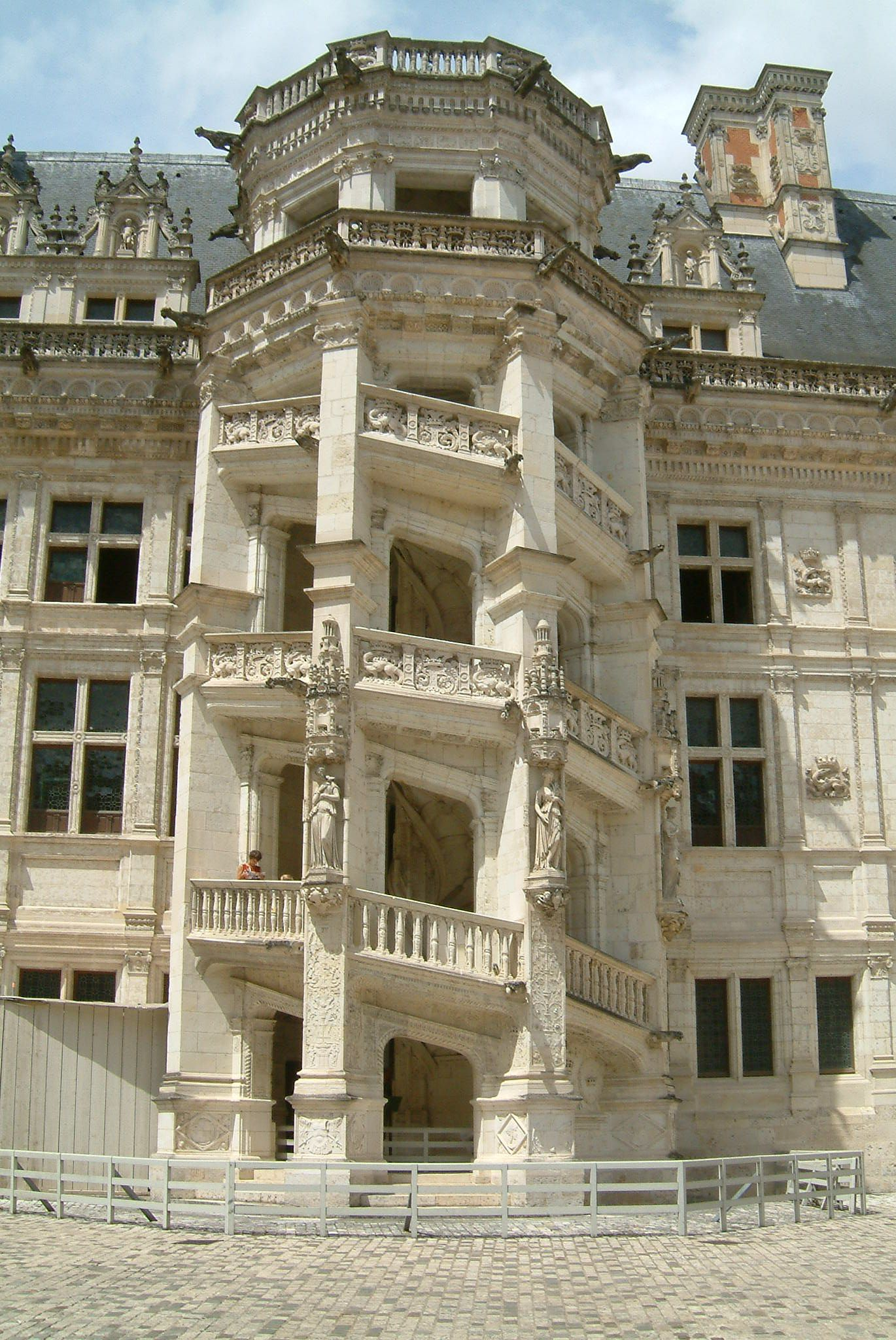
Castell de Blois. Ala Francesc I.

### Ala Lluís XII
Si s'entra al castell per l'ala Lluís XII crida l'atenció la seva policromia de maó i pedra. L'entrada està coronada per una estàtua eqüestre del sobirà. Aquesta ala és d'estil gòtic com ho testifiquen les motllures, els tribulacions i els pinacles de les lluernes. Es poden trobar, també, alguns elements d'estil renaixentista, com un petit canelobre.

### Ala Francesc I
A l'ala Francesc I, l'arquitectura i l'ornamentació són d'estil italià. L'element central és la monumental escala. Adornada amb delicades escultures, s'encén mitjançant de grans finestrals que donen al pati de castell. Darrere de l'ala es troba la façana de les Lògies, caracteritzada per una sèrie d'estades sense comunicació.

### Ala Gastó d'Orleans
La realització de l'ala Gastó d'Orleans, va ser confiada a François Mansart. Aquesta ala ocupa el fons del pati, davant l'ala Lluís XII. L'avantsala té tres trams en els que es pot distingir la superposició dels ordres dòric, jònic i corinti.